# Lào năm 2024
Dưới đây là sự kiện trong năm tại Lào 2024.

## Đương nhiệm
| Ảnh                                         | Vị trí                                  | Tên                 |
| ------------------------------------------- | --------------------------------------- | ------------------- |
|                                             | Tổng Bí thư Đảng Nhân dân Cách mạng Lào | Thongloun Sisoulith |
| Chủ tịch nước Cộng hòa Dân chủ Nhân dân Lào |                                         | Thongloun Sisoulith |
| 133px133px                                  | Thủ tướng Lào                           | Sonexay Siphandone  |
|                                             | Phó Chủ tịch Lào                        | Pany Yathotou       |